# 清原優希乃
優希乃（ゆきの、1996年8月28日 - ）は、茨城県稲敷郡美浦村出身のタレント・YouTuber。
身長166cm、血液型B型。

## 来歴・人物
東放学園高等専修学校卒業（2015年3月）。 
趣味・特技は歌唱、アニメキャラ物真似、綺麗に回ること。 
父親はJRAの元厩務員（2015年末で定年退職）。その影響もあって馬好き。なお、名前の由来は父が担当していたユキノビジンからで、両親の出会いもユキノビジンからだという。
日本クラウンのプロジェクト「キャンディーズカーニバル」によるオーディションで特別賞を受賞し、2013年7月に体調不良を理由に脱退した大野愛友佳に代わって「平成のキャンディーズ」としてデビューしたグループ「C@n-dols」（キャンドルズ）に加入するも、同年12月には活動を終了。
2014年、ホリプロタレントスカウトキャラバンでファイナリスト8名のうちに選ばれる。
2016年に国分グループ本社の「缶つまガールズ」のメンバーとしても活動。
2020年7月から2021年5月まで、雪野すみれとしてアーティスト活動をしていた。2021年5月6日、優希乃に改名。
2024年8月1日、自身のX（旧Twitter）にて妊娠を報告。

## 出演

### テレビ
- 〜週刊シティプロモーション〜ご当地サタデー（J:COM） - 不定期リポーター、毎週土曜日 14:00〜15:00
- いいじゃん!（J:COM 茨城） - 不定期レギュラー
- 伊集院光のてれび（TwellV）
- ハモネプ 青春アカペラ甲子園 全国ハモネプリーグ2011夏（フジテレビ）

### ラジオ
- SHOW WAAAP!!（FMヨコハマ） - レギュラー（ - 2013年9月）

### ネットテレビ
- 優希乃のわくわく☆とーきんぐ!（ニコニコ生放送、2015年4月7日 - 2017年3月7日） - 司会、関東ゲラゲラBRONZE開催日

### ライブ
- 放課後キャンディー（新宿角座、2015年5月23日 - ） - レギュラー、隔月1回開催
- 関東ゲラゲラBRONZE（新宿角座、2015年4月7日 - 2017年3月7日） - アシスタントMC、毎月1回開催